# Diogenichthys panurgus
Diogenichthys panurgus är en fiskart som beskrevs av Bolin, 1946. Diogenichthys panurgus ingår i släktet Diogenichthys och familjen prickfiskar. Inga underarter finns listade i Catalogue of Life.